# Tepe Sialk
Tepe Sialk é um sítio arqueológico localizado no actual Irão, onde pelos meados do quinto milénio a.C. tem sido documentados, através de artefactos de cerâmica e outros objectos que duraram ao tempo, os acontecimentos dos povos que habitaram este zona da antiga Pérsia.